# Photedes airae
Photedes airae là một loài bướm đêm trong họ Noctuidae.